# Karl Esse
Karl Heinrich Julius Esse (* 29. Juni 1808 in Berlin; † 8. Dezember 1874 in Berlin) war Verwaltungsdirektor der Charité in Berlin sowie vortragender Rat im preußischen Ministerium der geistlichen, Unterrichts- und Medizinalangelegenheiten.

## Leben
Er war der Sohn eines armen Schlossers aus Berlin, wo er seinen Schulabschluss machte, anschließend trat er in den Militärdienst ein und kam in die zweite Artilleriebrigade. Er verließ den Dienst als Feldwebel und nach erfolgreichem Examen als Landwehroffizier, als sich ihm eine untergeordnete Stelle als Diätar bei der Regierung in Stettin bot. Eugen von Puttkamer holte ihn 1841 als Kanzlei-Inspektor in das königliche Polizeipräsidium in Berlin. Bereits 1842 ging er als Rendant an die königliche Charité, wo er seine Berufung fand. Sein Wirken auf der eigentlich geringen Stelle fiel dem Kultusminister Eichhorn (1779–1856) auf. Dadurch erhielt Esse Beförderungen außer der Reihe (bereits 1844 war er Ober-Inspektor) und seine Tätigkeit in der Charité wurde für die Krankenhaushygiene besonders in Preußen von hoher Bedeutung. Die Charité entsprach längst nicht mehr den Intentionen ihrer Stifter, noch den eigenen Ansprüchen. Die Vielköpfigkeit der Leitung führte zur Vernachlässigung der vornehmsten Grundlagen einer verständigen Gesundheitspflege, auch die preußische Regierung als beaufsichtigende Behörde hatte dabei versagt. Da die Charité als Lehrkrankenhaus die Kliniken der Berliner Universität enthielt und so auch die Ausbildung der jungen Ärzte beeinträchtigte.
Esse war ein Praktiker und es gelang ihm, die Reform der Charité mit einfachsten Mitteln in Gang zu setzen. In seiner Stellung selbst wurde er von Jahr zu Jahr immer selbständiger und damit gleichzeitig auch immer heftiger angefeindet und trug mehr Verantwortung. Seine rasch auffahrende und schneidige Art machte ihm viele Gegner, zumal er aus subalternen, nicht fachlichen Kreisen kam. Mit seinen Erfolgen verstummte aber auch die Opposition. Im Jahr 1850 wurde er dann zum Verwaltungsdirektor ernannt, ihm stand der Geheime Rat Horn († 1871) als ärztlicher Leiter zur Seite. 1855 wurde er zum Geheimen Rat ernannt.
Trotz seinem den praktischen Details zugewandten Wesen und dabei sehr autokratischen Verhalten war Esse dennoch stets bereit, sich mit neuen Entwicklungen auf dem Gebiet des Krankenhauswesens zu beschäftigen. So hatte er Jahrzehnte auf die Notwendigkeit von großen monumentalen Krankenhausbauten hingewiesen; dennoch war er einer der Ersten, der die Notwendigkeit kleiner Spitäler erkannte. So wurde zu seiner Zeit die erste Baracke auf dem Hofe der Charité gebaut, obwohl sich viele Ärzte außerordentlich skeptisch dagegen verhielten.
Esses Stellung machte ihn im Ministerium zum Experten für das Krankenhauswesen, wann immer ein Gutachten für Krankenhauswesen gebraucht wurde. So wurden in seinen letzten Jahrzehnten in Preußen nur wenige Hospitäler und Kliniken gebaut, ohne dass man seinen Rat in Anspruch nahm. Er half bei der Reform bestehender Krankenhäuser und der Abschaffung ihrer hygienischen Missstände. Des Weiteren hatte er großen Anteil an der Entwicklung der freiwilligen Krankenpflege und der damit großenteils zusammenhängenden Neubildung des preußischen Militärsanitätswesens. Seinem praktischen Wesen ist es zu verdanken, dass der wohlwollende Enthusiasmus in geregelte Bahnen kam.
Ferner gehörte er fast allen medizinischen Kommissionen nach den Kriegen von  1864, 1866 und 1870/71 an. Die Errichtung des nach dem Barackensystem ausgeführten Augusta-Hospitales mit seiner (für die damalige Zeit) musterhaften Ausstattung und Organisation war der Höhepunkt der praktischen Tätigkeit von Esse. Nach dem Tod von Horn 1871 wurde er alleiniger Direktor. 
In den 1870er Jahren kam es zu Differenzen mit dem Kultusminister Heinrich von Mühler und dem Kriegsministerium, so dass Esse mehrfach den Abschied erhielt.
Nachfolger von Esse wurde 1873 Bernhard Spinola. Er starb nach kurzer schwerer Krankheit 1874 und wurde auf dem Invalidenfriedhof beigesetzt.
Für seine Leistungen wurde Esse von der Universität Greifswald der Titel Dr. h. c. verliehen.
Esse war zweimal verheiratet und hatte zwei Pflegetöchter.

## Werke
Seine Schriften sind wesentlich Rechenschaftsberichte über die Ergebnisse seiner Verwaltung oder über die Erfahrungen, die er bei der Einführung neuer, anderswo noch nicht bewährter Einrichtungen gemacht hat, theoretische Spekulationen lagen ihm vollkommen fern.
- 1850, Geschichtliche Nachrichten über des Königliche Charité-Krankenhaus zu Berlin, Digitalisat
- 1853, Der Wäschereibetrieb in d. k. Charité-Krankenhause zu Berlin, Digitalisat
- 1868, Das Baracken-Lazareth der Königlichen Charité Zu Berlin in seinen Einrichtungen dargestellt, Digitalisat
- 1873, Das Augusta-Hospital und das mit demselben verbundene Asyl für Krankenpflegerinnen zu Berlin, Digitalisat
- 1868, Die Krankenhäuser, ihre Einrichtung und Verwaltung, Digitalisat
- 1861, Das neue Krankenhaus der jüdischen Gemeinde zu Berlin